# Algorab
Delta Corvi (Algorab, δ Crv) – gwiazda w gwiazdozbiorze Kruka odległa o 87 lat świetlnych od Słońca.

## Nazwa
Gwiazda ta ma nazwę własną Algorab, pochodzącą od arabskiego ‏الغراب‎ al-ghuraab, co oznacza „kruka”. Nazwę tę dawniej odnoszono także do gwiazdy Gamma Corvi (Gienah). Międzynarodowa Unia Astronomiczna w 2016 roku formalnie zatwierdziła użycie nazwy Algorab dla określenia jaśniejszego składnika tej gwiazdy.

## Charakterystyka
Delta Corvi to gwiazda podwójna. Główny składnik, Delta Corvi A (Algorab) jest białą gwiazdą typu widmowego A0 (na granicy typu B). Może ona jeszcze znajdować się na ciągu głównym lub już go opuszczać, stając się podolbrzymem. Jej wiek to ponad 200 milionów lat. Gwiazda ma temperaturę 10 400 K, jej jasność jest 69 razy większa niż jasność Słońca.
Drugi składnik (Delta Corvi B) jest pomarańczowym karłem typu K0V, o temperaturze ok. 5000 K i masie ok. 3/4 masy Słońca. Jest to młoda gwiazda, która stosunkowo niedawno była gwiazdą typu T Tauri; teraz jest już na ciągu głównym, lecz jeszcze nie oczyściła swego otoczenia z pyłu. Jej wiek to (według różnych modeli) około 40 lub około 90 milionów lat; nie zgadza się on z wiekiem składnika A, co sugeruje, że gwiazdy mogą w rzeczywistości nie być związane.